# Рыйвас, Таави
Таави Рыйвас (эст. Taavi Rõivas; род. 26 сентября 1979, Таллин, ЭССР, СССР) — эстонский политик, премьер-министр Эстонии с 26 марта 2014 по 9 ноября 2016 года.

## Биография
Таави Рыйвас родился 26 сентября 1979 года в Таллине.

### Образование
Среднее образование получил в 17-й средней школе и Таллинской реальной школе. В 1997 году поступил на экономический факультет Тартуского университета, который окончил в 2002 году со степенью бакалавра по специальности «экономика зарубежных стран» и «маркетинг».

### Трудовая деятельность
В 1999—2002 годах работал советником министра юстиции Мярта Раски, в 2002—2003 годах — менеджером по работе с vip-клиентами в фирме IT Grupp, в 2003—2004 годах — советником и руководителем бюро министра народонаселения Пауля-Ээрика Руммо, в 2004—2005 годах — старейшиной таллинского городского района Хааберсти и в 2005—2007 годах — советником премьер-министра Эстонии.

### Политическая деятельность
С 1998 года является членом Эстонской партии реформ. В 2005 году избран в Таллинское городское собрание, в 2007 году — в Рийгикогу 11 созыва. Являлся членом парламентской социальной комиссии. С 2009 года — председатель парламентской финансовой комиссии. В 2011 году избран в Рийгикогу 12 созыва. Являлся председателем парламентской комиссии по делам Европейского Союза, оставаясь членом финансовой комиссии.

### Государственная деятельность
11 декабря 2012 года назначен на должность министра социальных дел.
В марте 2014 года премьер-министр Андрус Ансип оставил свой пост главы правительства. По его рекомендации президент Эстонии Тоомас Хендрик Ильвес 14 марта назвал кандидатом в премьер-министры Таави Рыйваса. 24 марта парламент утвердил его кандидатуру 55 голосами «за» при 36 «против» и дал мандат на формирование нового состава правительства. 26 марта 2014 года кабинет Таави Рыйваса принёс присягу.
9 апреля 2015 года Таави Рыйвас сформировал второй состав своего кабинета.
9 ноября 2016 года на пленарном заседании Рийгикогу кабинету Рыйваса был выражен вотум недоверия, за который проголосовали 63 депутата при необходимом минимуме в 51 голос. Инициаторами вотума недоверия были оппозиционные партии — Центристская партия, Консервативная народная партия Эстонии (EKRE) и Свободная партия. Рыйвас отказался добровольно уйти в отставку, но вотум недоверия поддержали и его партнеры по коалиции — Социал-демократическая партия Эстонии (SDE) и Союз Отечества и Res Publica (IRL). До 23 ноября исполнял обязанности премьер-министра.
8 февраля 2017 года награждён орденом Государственного герба 2-й степени.

## Личное
Таави Рыйвас состоит в браке с 19 августа 2017 с поп-певицей Луизой Вярк (род. 1987), у них есть дочь Мийна Риханна, 2009 года рождения.
Кроме эстонского языка, владеет английским, русским и финским.

## Факты
- Являлся одним из самых молодых глав государств и правительств в мире в период своего премьерства[10].

## Награды
Награды Эстонии
| Страна  | Дата   | Награда                                        | Награда                                        | Литеры |
| ------- | ------ | ---------------------------------------------- | ---------------------------------------------- | ------ |
| Эстония | 2017 — | Кавалер ордена Государственного герба 2 класса | Кавалер ордена Государственного герба 2 класса |        |

Награды иностранных государств
| Страна    | Дата вручения | Награда                                    | Награда                                    | Литеры |
| --------- | ------------- | ------------------------------------------ | ------------------------------------------ | ------ |
| Финляндия | 2016 —        | Командор Большого креста ордена Белой розы | Командор Большого креста ордена Белой розы |        |